# Bonaire
Bonaire és una illa de les Antilles Neerlandeses, la segona més gran després de Curaçao. Es troba al sud del mar Carib, davant de la costa de Veneçuela. La capital és Kralendijk. L'assentament més antic és Rincon. Des del 2010 pertany a les anomenades Illes BES i és una municipalitat especial dels Països Baixos.

## Història
Els primers habitants de Bonaire foren els indis caiquetio que arribaren a l'illa des del continent cap a l'any 1000. N'hi ha traces a pintures rupestres prop de Lac Baai, a la costa est de Bonaire.
El 1499 desembaracaren a l'illa els primers europeus: Alonso de Ojeda i Amerigo Vespucci que la reclamaren per a Espanya. Com que l'illa no tenia or ni era adequada pel cultiu, els espanyols no consideraren necessari establir-hi una colònia. Els indis locals foren traslladats per treballar com a esclaus a Amèrica del Sud. El 1526 els espanyols introduïren bestiar a Bonaire, cosa que acabà comportant l'alliberament de rucs (buriku) i cabres (kabritu) que acabaren esdevenint salvatges. Mentrestant sorgí un petit nucli habitat a Rincón, que situat en una vall fora de l'abast dels pirates. Els seus habitants eren sobretot condemnats i presoners de guerra.
El 1633 els Països Baixos conqueriren les illes als espanyols, tot dipositant l'autoritat en Wouter van Twiller, governador dels nous Països Baixos.
L'illa passà a ser controlada per la Companyia Holandesa de les Índies Occidentals. Aquesta importà petits contingents d'esclaus per a l'agricultura (especialment fusta i blat de moro) i l'extracció de sal. Els esclaus que treballaven a les salines vivien en unes cabanes al costat dels estanys, amb prou feina superiors als dos metres. Aquestes cabanes encara es poden veure a Bonaire. L'esclavatge hi fou abolit el 1863.
A començament de segle xix els Països Baixos perderen dues vegades la sobirania sobre les Antilles en favor del Regne Unit. Quan el 1816 passaren finalment a mans neerlandeses, el govern neerlandès construí Fort Oranje a Kralendijk per tal de protegir l'illa. El 1868 s'hi afegiren uns fars caracterísitcs. La sal era llavors la principal font d'ingressos de l'illa. La producció n'era tan gran que hom bastí 4 obeliscs per tal de guiar els vaixells fins als estanys de les salines.
El segle xx veié una renovació del port així com la construcció d'un aeroport (Flamingo Airport). El 1936 es concedí el dret de vot als homes. Durant la Segona Guerra Mundial Bonaire (que no passà a sobirania alemanya com la metròpoli) fou utilitzada com a camp de concentració per condemnats alemanys i nazis neerlandesos. El 1954, les Antilles Neerlandeses esdevingueren un membre independent del Regne dels Països Baixos.

## Situació social

### Demografia
Bonaire té 21.745 habitants. La major part de la població és catòlica, si bé hi ha minories protestant i evangèlica (un 10% de la població).
La llengua més parlada és el papiamento, si bé no és l'oficial, rol que correspon al neerlandès. A més, l'anglès i el castellà també són força parlats.

### Economia
Les principals fonts d'ingressos de Bonaire són el turisme i les salines. El primer atreu especialment arran del submarinisme, practicat especialment a les reserves naturals. Al sud de l'illa hi ha estanys emprats com a salines.

### Política
Bonaire pertany al Regne dels Països Baixos com a membre de les Antilles Neerlandeses, que són governades des de Willemstad a Curaçao. A més, existeix un govern local de l'illa situat a Kralendijk.
El 10 de setembre del 2004 s'organitzà un referèndum no vinculant que havia de mostrar la voluntat popular sobre l'estatut futur de l'illa. El 59% dels votants s'inclinaren per una unió directa amb els Països Baixos. Només un 16% preferí romandre com a part de les Antilles Neerlandeses.

## Natura

### Parc Nacional Washington Slagbaai
Tot el nord de Bonaire és una àrea natural protegida, el Parc Nacional de Washington Slagbaai. El parc és accessible amb cotxe i és ric en ocells i altres animals, entre d'altres les iguanes. La direcció predominant dels vents té molta importància a Bonaire. Així, l'illa compta un costat arrecerat del sud-est i en té un altre d'obert al nord-est. Aquest darrer té una vegetació més seca i rara. Per culpa de l'escassesa de precipitacions Bonaire té moltes plantes adaptades a la secada, com ara els cactus sen.

### Bonaire Marine Park
El Parc Marí Bonaire (Bonaire Marine Park o BMP) és la reserva marina més antiga del món. S'estén des de la costa fins a una profunditat de 20 m al voltant de l'illa, i és gairebé completament oberta als submarinistes. La costa sud-oest disposa d'indrets adequats pel submarinisme que són accessibles des de les platges. El seu finançament prové d'una tarifa de 25 dòlars estatunidencs per persona i any que cal pagar per fer submarinisme. El BMP vetlla per la protecció de la natura però també pel manteniment de les boies i l'orientació dels turistes.

### Petit Bonaire
Davant de la costa a l'altura de Kralendijk hi ha l'illa de Klein Bonaire. És plana i només hi creixen mates i cactus. Amb l'augmentació del turisme generat pel submarinisme aparegueren plans per a desenvolupar-hi complexos hotelers, però la pressió de naturalistes i empresaris locals ho impedí tot i fins se la declarà zona protegida.
Petit Bonaire és també un lloc de nidificació de tortugues.